# Rodolfo Waithe
Rodolfo Enrique Waithe Marin (ur. 8 lipca 1985) – panamski zapaśnik walczący w obu stylach. Zajął siódme miejsce na mistrzostwach panamerykańskich w 2013. Brązowy medalista igrzysk Ameryki Płd. w 2014 i 2022. Wicemistrz Ameryki Płd. w 2014. Triumfator igrzysk boliwaryjskich w 2013, a drugi w 2017. Trzeci na igrzyskach Ameryki Środkowej i Karaibów w 2010 i 2014. Mistrz igrzysk Ameryki Środkowej w 2010 i 2017, a wicemistrz w 2013 roku.